# Hans Brask
Hans Brask (1464–1538) var biskop i Linköping, Sverige.
Han blev født i Linköping og studerede filosofi og jura ved tyske universiteter. Omkring år 1500 modtag han en doktograd i jura fra Rom. I 1513 blev han udnævnt til biskop.